# Charnècles
Charnècles is een gemeente in het Franse departement Isère (regio Auvergne-Rhône-Alpes). De plaats maakt deel uit van het arrondissement Grenoble. Charnècles telde op 1 januari 2022 1.462 inwoners.

## Geografie
De oppervlakte van Charnècles bedroeg op 1 januari 2022 5,23 vierkante kilometer; de bevolkingsdichtheid was toen 279,5 inwoners per km².

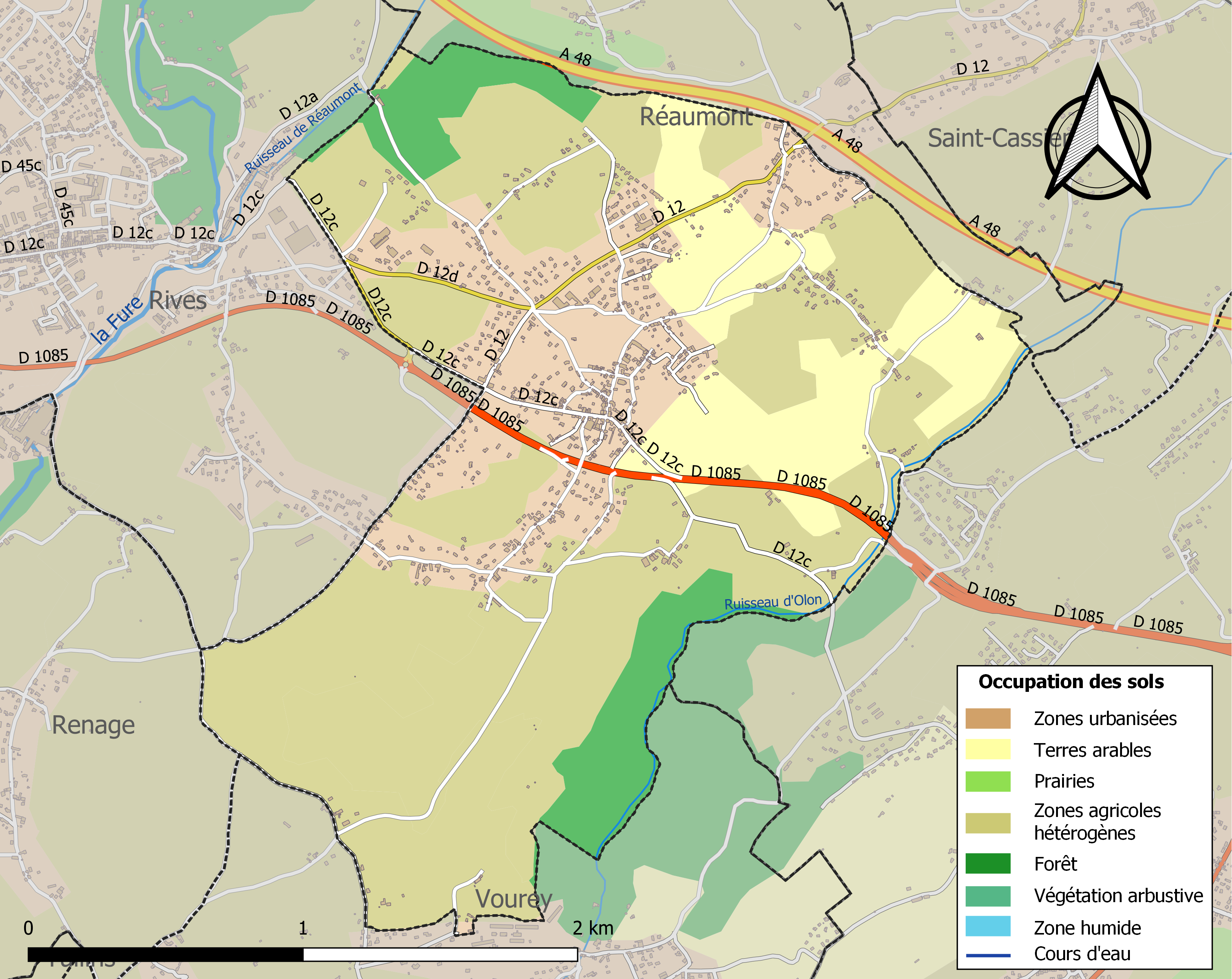
Kaart van de gemeente met de belangrijkste infrastructuur, bodemgebruik en omliggende gemeenten

## Demografie
Onderstaande figuur toont het verloop van het inwonertal (bron: INSEE-tellingen).